# Кузнецовщина
Кузнецовщина — деревня в Юрьянском районе Кировской области в составе Медянского сельского поселения.

## География
Находится на правобережье Вятки на расстоянии примерно 4 километра на северо-запад по прямой от поселка Мурыгино.

## История
Известна с 1671 года как деревня Давыдка Рябова с 1 двором. В 1764 35 жителей. В 1873 году в ней было учтено дворов 12 и жителей 73, в 1905 18 и 105, в 1926 18 и 85, в 1950 11 и 47. В 1989 учтено 8 жителей. 

## Население
Постоянное население  составляло 6 человек (русские 100%) в 2002 году, 6 в 2010.